# آندژی کوستنکو
آندژی کوستنکو (لهستانی: Andrzej Kostenko؛ زادهٔ ۲۴ ژوئن ۱۹۳۶) کارگردان فیلم، فیلم‌نامه‌نویس، بازیگر و فیلم‌بردار اهل لهستان است.
از فیلم‌ها یا مجموعه‌های تلویزیونی که وی در آن‌ها نقش داشته‌است می‌توان به شمش‌سازان، دست‌ها بالا!، پدر متیو، اجاره‌نشین‌ها، آغاز و مادران اشاره نمود.